# Aulactinia incubans
Aulactinia incubans is een zeeanemonensoort uit de familie Actiniidae.
Aulactinia incubans is voor het eerst wetenschappelijk beschreven door Dunn, Chia & Levine in 1980.